# Otar Kiteišvili
Otar Kiteišvili (gruzínsky ოთარ კიტეიშვილი; * 26. března 1996) je gruzínský fotbalista, který hraje jako záložník za rakouský klub Sturm Graz a gruzínskou reprezentaci.
Kiteišvili je odchovanec akademie Dinama Tbilisi. Z klubu byl v roce 2014 poslán na hostování do Metalurgi Rustavi. Od roku 2018 hraje za Sturm Graz. Byl vybrán hráčem sezóny Bundesligy 2023/2024.